# Sgt. Kirk (rivista)
Sgt. Kirk è stata una rivista di fumetti italiana pubblicata dal 1967 al 1978, nota soprattutto per aver pubblicato l'esordio di Corto Maltese, il celebre personaggio di Hugo Pratt.

## Storia editoriale
La rivista venne pubblicata dall'editore genovese Florenzo Ivaldi e diretta dal critico di fumetti Claudio Bertieri. L'idea era nata da Ivaldi, immobiliarista di successo con la passione per i fumetti, che aveva trovato la disponibilità di Hugo Pratt, il quale allora collaborava con il Corriere dei Piccoli. Perciò sulla rivista vennero pubblicate prevalentemente storie di Pratt: innanzitutto vennero tradotte in italiano le storie del periodo argentino, che Pratt aveva disegnato su testi di Héctor Oesterheld, come Ernie Pike, Ticonderoga e ovviamente Sgt. Kirk; vennero però pubblicate anche storie inedite, scritte da Pratt appositamente per la rivista: la prima di esse, apparsa sul numero 1 del luglio 1967, fu Una ballata del mare salato, in cui esordì il personaggio di Corto Maltese. Seguì nel 1969 la prima avventura de Gli scorpioni del deserto.
Oltre a quelli di Pratt la rivista genovese pubblicò anche i lavori di altri disegnatori, in particolare quelli di Dino Battaglia, di cui fu pubblicata una trasposizione a fumetti di Moby Dick. Altri autori italiani pubblicati erano allora quasi esordienti, ovvero Sergio Toppi e Attilio Micheluzzi. Sulla rivista apparirono anche alcuni classici del fumetto come Terry e i pirati di Milton Caniff e Radio Pattuglia di Charles Schmidt e Eddie Sullivan.
Bertieri decise di dare molto spazio ai saggi di storia e critica del fumetto, testi che hanno mantenuto nel tempo la loro validità: si trattava di articoli scritti da critici già affermati come Rinaldo Traini ma, soprattutto, veniva dato spazio alla generazione degli emergenti come Gianni Brunoro, Franco Fossati, Gianni Bono e Corrado Farina. Un'anticipazione assoluta per l'Italia fu l'articolo di Pietro Favari su I "manga" nipponici del 1973.
La rivista mantenne una pubblicazione regolare, mensile, da luglio 1967 a dicembre 1969, per trenta numeri (i primi 18 venduti nelle edicole, i successivi per abbonamento); nel marzo 1973, con il n. 31, vennero riprese le pubblicazioni con una distribuzione solo per abbonamento e con cadenza prima trimestrale e poi, dal n. 35, bimestrale, per concludersi con il n. 55 (maggio-giugno 1977); nel 1978 esordì una terza serie, pubblicata però dal Gruppo Editoriale Lo Vecchio per soli sei numeri, distribuiti solo in alcune librerie specializzate e porterà a termine con il n. 61 nel 1979 alla vita della rivista lasciando molte storie non concluse. Nel luglio 1997, in ricordo del trentennale, venne edito il n. 62, un volume celebrativo stampato in sole mille copie.